# الغإبة (العدين)

تعديل مصدري - تعديل

الغابة محلة تابعة لقرية شرف حاتم، التابعة لعزلة شرف حاتم بمديرية العدين إحدى مديريات محافظة إب في الجمهورية اليمنية، بلغ تعداد سكانها 28 حسب تعداد اليمن لعام 2004.